# Hirsk, Snovsk
Hirsk (în ucraineană Гірськ) este localitatea de reședință a comunei Hirsk din raionul Snovsk, regiunea Cernihiv, Ucraina.

## Demografie
Componența lingvistică a localității Hirsk
     Ucraineană (97,61%)
     Rusă (1,71%)
     Alte limbi (0,68%)
Conform recensământului din 2001, majoritatea populației localității Hirsk era vorbitoare de ucraineană (97,61%), existând în minoritate și vorbitori de rusă (1,71%).